# Chiconi
Chiconi és un municipi francès, situat a la col·lectivitat d'ultramar de Mayotte. El 2007 tenia 6.412 habitants. Està formada pels barris de Antapagna, Coconi, Coconiantéti, Moussavitta, Mangabé, Gnambo héli, Gnambo, Ambani, Scotram, Moussimou, Rassi, Kavani, Lalagna sohoa, Cent Villas, Bilambou i Ourini. Des de 2008 l'alcalde és Yssoufi Madi Mchindra.